# 360手机卫士
360手机卫士是奇虎360公司开发的一款免费的手机安全软件，主要功能有清理加速，骚扰拦截，软件管理，手机杀毒等。有Symbian、Android、iPhone和Windows Phone四种版本。

## 历史与发展

### 2013年
2013年，360手机卫士一度被苹果App Store下架。

### 2014年
2014年1月起，奇虎360公司授权台湾的代理商希悦资讯发行台湾在地中文繁体Android版本。

## 其他版本

### 360手机卫士迅捷版
360手机卫士迅捷版是一款针对内存小的手机所开发，保留360手机卫士的核心功能的软件。
主要功能有手机杀毒、骚扰拦截、清理加速、话费、流量（查看话费与流量统计流量、使用情况、监控）等。

### 360手机卫士双卡版
360手机卫士双卡版是一款针对双卡用户提供手机管理、手机杀毒等功能的软件。
主要功能有拦截功能、话费查询、IP自动拨号、手机防盗、流量管理等

### 360手机卫士iPhone专业版
360手机卫士iPhone专业版是一款iPhone手机管理软件，专为iOS用戶提供专业手机管理服务的软件。
2016年8月17日，iPhone专业版（越狱版）已停止维护。
主要功能有骚扰拦截（实时提醒、拦截骚扰或诈骗电话）、流量监控、电池管家、安全备份、隐私空间等。

## 备注
1. ↑  iOS 10 360手机卫士App Store已支持骚扰电话拦截